# ベッローナ
ベッローナ（伊: Bellona）は、イタリア共和国カンパニア州カゼルタ県にある、人口約6,000人の基礎自治体（コムーネ）。

## 地理

### 位置・広がり
ナポリの北方約35km、県都カゼルタの北西およそ14kmに位置する。

#### 隣接コムーネ
隣接するコムーネは以下の通り。
- カミリアーノ
- カプア
- ポンテラトーネ
- ヴィトゥラーツィオ

ベッローナには、域内にフィラツオーネ(分離集落)であるトリフリスコ(Triflisco)がある。

### 気候分類・地震分類
ベッローナにおけるイタリアの気候分類 (it) および度日は、zona C, 1190 GGである。
また、イタリアの地震リスク階級 (it) では、zona 2 (sismicità media) に分類される。

## 歴史
ベッローナの名前は、古代ローマの女神ベローナにちなんでおり、ベローナにささげられた神殿もコムーネ内にある。最近の発掘調査ではメルクリウスのものと思われる神殿があることも明らかになった。
古代のカプアは、紀元841年に、イスラム教徒によって破壊され、住民は現在のトリフリスコにあたる「パルモバラの丘」に移住し、シコポリの町を築いたが、856年に再びイスラム教徒によって破壊された。
ベッローナはナポレオン戦争時(1806年)まで、カプアの一分離集落であった。
On October 7, 1943 German soldiers shot 54 Bellona's citizens. Italian President Oscar Luigi Scalfaro awarded the town the Golden Medal of Military Valour to reward the town's contribute in the Resistance in World War II.